# Victoria Granatto
María Victoria Granatto (La Plata, 9 de abril de 1991) es una jugadora argentina de hockey sobre césped. Forma parte de la Selección nacional. Es la hermana mayor de María José Granatto.

## Carrera deportiva
Se formó en el Santa Bárbara Hockey Club, club ubicado en Gonnet, cerca de su ciudad natal.
Jugó en clubes de Rusia, Bélgica e Italia y luego regresó a su club de formación.
En 2019 fue citada a la selección mayor para disputar la Hockey Pro League 2019, en la que Las Leonas finalizaron en la cuarta posición. Ese mismo año, ganó la medalla de oro en los Juegos Panamericanos de 2019 en Lima, Perú.
En 2021 formó parte de la selección nacional que ganó la medalla de plata en los Juegos Olímpicos de Tokio 2020.
En 2022, compitió y obtuvo el segundo puesto en el Campeonato Mundial.